# Joseph Deiss
Joseph Deiss (ur. 18 stycznia 1946 we Fryburgu) – ekonomista i polityk szwajcarski.
Od 1 stycznia do 31 grudnia 2004 pełnił funkcję przewodniczącego Szwajcarskiej Rady Związkowej (prezydenta Szwajcarii). Został wybrany do Rady 11 marca 1999 z ramienia Chrześcijańsko-Demokratycznej Partii Ludowej (CVP/PDC). W latach 1999–2002 kierował departamentem spraw zagranicznych, a 2003–2006 departamentem spraw ekonomicznych. W kwietniu 2007 ogłosił swoje odejście z Rady Związkowej i wraz z początkiem sierpnia tegoż roku jego miejsce zajęła Doris Leuthard.
Deuss objął funkcję prezydenta wskutek porażki wyborczej koleżanki partyjnej Ruth Metzler-Arnold w grudniu 2003; Metzler-Arnold była wiceprezydentem w 2003 i zgodnie ze zwyczajem miała objąć prezydenturę w kolejnym roku, ale przegrała wybory do Rady Związkowej, gdzie jej miejsce zajął lider skrajnej prawicy Christoph Blocher.

## Odznaczenia
- Order Wolności (Kosowo, 2004)[1]
- Wielka Wstęga Orderu Wschodzącego Słońca (Japonia, 2008)[2]